# 格洛伦扎
格洛伦扎（義大利語：Glorenza），位于意大利北部，是波尔扎诺自治省的一个市镇，位于其省会波尔查诺的西北方约60公里处。ISTAT代码为021036。

## 地理
于2010年11月30日的人口总计为876人，人口密度67.4人/平方公里，总面积13.0平方公里。

## 社会

### 语言分布
根据2011年的人口普查，有96.13%的居民以德语为第一语言，其余3.87%的居民以意大利语为第一语言。
| 语言     | 2001   | 2011   |
| -------- | ------ | ------ |
| 德语     | 96.51% | 96.13% |
| 意大利语 | 3.37%  | 3.87%  |
| 拉登语   | 0.12%  | 0.00%  |